# 國家文藝獎
國家文藝獎，是中華民國一個文藝獎項，現今由國家文化藝術基金會頒發，獎勵對象為「具有卓越藝術成就，且持續創作或展演之傑出藝文工作者」。

## 歷史
國家文藝基金管理委員會成立於1974年5月1日（民國六十三年），是中華民國政府為獎助優良文藝創作及各項文藝活動而設，除設置國家文藝獎以外，獎助文藝作品翻譯、文藝活動、文藝人才、文藝事業以及國際文藝交流等；獎助分12類、36獎項，得獎者可獲得獎金新台幣20萬元及金質獎章；自1982年（第八屆）起，設立特別貢獻獎得獎人；自1989年以後，獎金增至新台幣30萬元以至40萬元。
1992年至1996有時會同時舉辦中華民國翻譯獎。
1997年（民國八十六年）國家文藝獎改由國家文化藝術基金會承辦，原稱為「國家文化藝術基金會文藝獎」，官方及媒體稱「文藝獎」，以便與舊制「國家文藝獎」有所區別；但官方於2001年經過文建會更名為「國家文藝獎」，至此兩者名稱混同。
舊制已辦二十二屆，新制卻從第一屆開始。舊制與新制最大差別：舊制「類別與項目」較為細密完整，比如文學部分，舊制細分小說、散文、兒童文學、新詩、舊詩、歌詞、傳記文學、新聞文學、戲劇、文藝理論、電影劇本等，每屆申請人夠水準則頒發，無則從缺。新制則較重視終身成就，未必與當年成就有關，如文學類則僅一人得獎，為獎勵以生命力量堅持持續藝術創作，並積極創造獨特且具現代性的風格之藝文工作者。原分為舞蹈、戲劇、文學、美術、音樂五類，2003年加入電影及建築兩類，並將獎金增至新台幣60萬元，2009年又修訂為每名得主獲得100萬元。舊制得獎人亦皆當代文學藝術碩彥，少數人在舊制與新制上重複得獎；舊制得獎名單有待補遺。
2015年改為兩年一頒，文化部也要求國藝會在頒獎典禮部分，預算比例不得像過去幾屆過高，避免模糊挹注藝術資源的焦點。國藝會執行長陳錦誠表示：「會有這樣的變革，是因為考慮藝術創作的卓越，需要時間累積與淬鍊。」至於每隔一年舉辦國家文藝獎所省下的1500萬預算，將會回到其他補助機制，繼續挹注藝術文化。
為了推廣得獎者的創作思維與歷程，國家文化藝術基金會與民間出版社合作出版每位得獎者的傳記，並委託公共電視文化事業基金會製作紀錄片《文化容顏》，使社會大眾得以深刻瞭解他們的藝術生命。

## 歷屆得主

### 舊制

#### 舊制第一屆（1975年）
- 美術類：郭儀，攝影《國家重大經濟建設》

#### 舊制第二屆（1976年）
- 詩歌類：曾霽虹，舊詩《五朝湘詩家史詠》，廣文書局，1974年11月
- 新聞文學類：姚朋（彭歌），雜文《成熟的時代》，聯合報社，1975年7月
- 小說類：謝文玖（謝霜天），長篇小說《梅村心曲》（秋夜．冬暮．春晨），蘭溪圖書出版公司，1975年7月
- 美術類：朱銘（朱川泰），雕刻《同心協力》等
- 戲劇類：張永祥，電視劇本《寒流》
- 戲劇類：丁善璽，電影劇本《八百壯士》

#### 舊制第三屆（1977年）
- 文藝理論類：王禮卿，文藝批評《遺山論詩詮證》，臺灣書店，1976年4月
- 詩歌類：宋天正，詞《海曙詞》，廣文書局，1977年6月
- 新聞文學類：趙玉明，新聞文學《飛向白日青天》，聯合報社，1977年8月 [3]
- 美術類：曹緯初，書法《隸書朱柏廬治家格言》等
- 美術類：陳霽，攝影《開創歷史的巨擘：國家重大建設剪影》 [4]
- 音樂類：董榕森，國樂　一、〈偉大的建設〉　二、〈奔〉
- 戲劇類：貢敏（宗耀）、趙琦彬，電影劇本《風雨生信心》（二人合得）

#### 舊制第四屆（1978年）
- 散文類：陳曉林，散文《青青子衿》，言心出版社，1977年12月
- 散文類：陳克環，散文《悠悠我思》，彥博出版社，1978年8月
- 新聞文學類：荊瑞先，新聞文學《照妖鏡》，黎明文化公司，1977年3月
- 美術類：陳若海，書法《楷書臨夫子廟堂碑》等
- 美術類：杜立坤，美術工藝《玉器雕琢》
- 戲劇類：王生善，電視劇本《愛心》，華岡出版有限公司，1976年10月
- 特別獎：吳望堯，報導文學《越南淪亡瑣記》、散文《越共煉獄九百天》等，聯合報社、中華日報社，1977年12月、1978年4月
- 特別獎：古威威[5]，報導文學《天安門抗暴事件》、散文《我家在天安門後面》等，名人出版社，1978年3月
- 特別獎：王祿松，新詩《風雨中的國魂》、《梅花志節》等，水芙蓉出版社，1978年8月

#### 舊制第五屆（1979年）
- 文藝理論類：黃永武，文藝理論《中國詩學（思想、設計、考據、鑑賞）》，巨流圖書公司，1977年4月
- 詩歌類：王志健（上官予），新詩《愛的暖流》，臺灣商務印書館，1979年5月
- 散文類：沙錚（又錚），散文《故都風情畫》[6]，白雲文化事業公司，1979年2月
- 散文類：張曉風，散文《步下紅毯之後》，九歌出版社，1979年7月
- 新聞文學類：趙滋蕃（文壽），新聞文學《十大建設速寫》，中央日報社，1979年6月
- 傳記文學類：蔣君章（惜秋），傳記文學《民初風雲人物》，三民書局，1976年10月
- 傳記文學類：徐詠平，傳記文學《陳果夫傳》，正中書局，1978年1月
- 美術類：劉萬航，美術工藝《首飾──我國固有金屬工藝技術的發揚》
- 美術類：何明績，雕塑《伯夷叔齊》等（二人合得）
- 美術類：何恒雄，雕塑《田梗弄孫》等（二人合得）
- 舞蹈類：林懷民，藝術舞蹈《雲門舞集──薪傳》
- 特別獎：馬瑞雪，散文《抒思集》，中華日報社，1978年12月

#### 舊制第六屆（1980年）
- 文藝理論類：蘇雪林（綠漪），文藝批評《二三十年代的作家與作品》，廣東出版社，1979年12月
- 詩歌類：吳天任（荔莊），舊詩《荔莊詩稿初續集》，孚佑印刷公司承印，1980年5月
- 散文類：劉靜娟，散文《眼眸深處》，大地出版社，1980年6月
- 新聞文學類：歐陽榖（餘園），雜文《餘園淺論》，溫哥華新民國報社，1979年10月
- 傳記文學類：彭桂芳，傳記文學《唐山過台灣的故事》，青年戰士報
- 美術類：陳永生，西畫《共匪禍國史油畫》，黎明文化事業公司，1980年8月
- 美術類：陳春明，美術工藝《四君子》等竹雕
- 戲劇類：翟君石（鍾雷），電視劇本《陽謀》

#### 舊制第七屆（1981年）
- 文藝理論類：吳宏一，文藝理論《清代詩學初探》，牧童出版社，1977年2月
- 文藝理論類：曾永義，文藝理論《說俗文學》，聯經出版社，1980年4月
- 新聞文學類：朱君逸，新聞文學《大陸去來》[7]，時報出版社，1980年9月
- 兒童文學類：謝武彰、董大山，兒童文學《大家來唱ㄅㄆㄇ》，啟元文化事業公司，1981年8月（二人合得）
- 演藝類：徐露，戲劇《秦良玉》
- 演藝類：吳風，戲劇《戰國風雲》
- 特別獎：王詩琅，新詩《王詩琅全集》等
- 特別獎：陳火泉，散文《人生三書》、《追求更好人生》等
- 特別獎：李浮生，戲劇《汾河灣》、《定軍山》、《岳母刺字》
- 特別獎：蘇文擢，散文《浪語集》、《深懷導俗》、《韓文四論》、《說詩晬語詮評》等
- 特別獎：李奇茂等，國畫《寶島長春圖》（由李奇茂、范伯洪、羅芳、蘇峰男、羅振賢、蔡友等六位作家集體創作）
- 特別獎：謝明錩，西畫《百鍊成鋼》

#### 舊制第八屆（1982年）
- 散文類：劉俠（杏林子），散文《另一種愛情》，九歌出版社，1982年10月
- 散文類：邱淑女（丘秀芷），散文《悲歡歲月》，大地出版社，1982年6月
- 新聞文學類：李天慧、潘行一，新聞文學《我的抉擇》，青年戰士報，1982年5月（李天慧口述、潘行一筆錄，二人合得）
- 傳記文學類：黃肇珩，傳記文學《一代人師──蔡元培傳》，近代中國出版社，1982年3月
- 戲劇類：張青琴，國劇劇本《中秋首義》
- 特別獎：楊永山，攝影《天涯若比隣》
- 特別獎：曾興魁，音樂《物化》
- 特別貢獻獎：韋瀚章，對音樂作詞、作曲有特別貢獻
- 特別貢獻獎：黃友棣，對音樂作詞、作曲有特別貢獻
- 特別貢獻獎：林聲翕，對音樂作詞、作曲有特別貢獻

#### 舊制第九屆（1983年）
- 詩歌類：林淇瀁（向陽），新詩《種籽》，東大圖書公司，1980年4月
- 詩歌類：鄧禹平，歌詞《我存在因為歌因為愛》，純文學出版社，1983年3月
- 傳記文學類：林衡道、楊鴻博，雜文《鯤島探源》，青年戰士報，1984年9月（二人合得）
- 新聞文學類：金達凱，《盱衡集》，香港時報，1983年5月
- 書法類：寇培深，書法
- 特別貢獻獎：黃君璧，對繪畫藝術教育有特別貢獻
- 特別貢獻獎：臺靜農，對文學教育、文藝創作有特別貢獻
- 特別貢獻獎：梁實秋，對文學教育、文藝創作有特別貢獻

#### 舊制第十屆（1984年）
- 文藝理論類：周玉山（茶陵），文藝理論《大陸文藝新探》，東大圖書公司，1984年4月
- 新聞文學類：鄭佩芬，雜文《縱橫天下》，九鼎出版社，1984年7月
- 傳記文學類：杜維運，傳記文學《趙翼傳》，時報出版公司，1983年7月
- 美術類：蔡茂松，國畫《偉哉中橫》等
- 美術類：郭明橋，美術工藝 琺瑯器皿
- 美術類：董振平，版畫《卷首語》等
- 特別貢獻獎：郎靜山，對攝影藝術有特別貢獻
- 特別貢獻獎：鄭騫，對中國詩曲研究有特別貢獻

#### 舊制第十一屆（1985年）
- 文藝理論類：吳慕風（吳若）、賈亦棣，文藝史《中國話劇史》，行政院文建會，1985年3月（二人合得）
- 文藝理論類：張子樟，文藝批評《人性與抗議文學》，幼獅文化公司，1984年10月
- 散文類：卜乃夫（無名氏），散文《我站在金門望大陸》，黎明文化公司，1985年8月
- 散文類：姜保真，散文《鄉夢已遠》，九歌出版社，1985年1月
- 散文類：潘希真（琦君），散文《此處有仙桃》，九歌出版社，1985年6月
- 長篇小說類：嚴停雲（華嚴），長篇小說《花落花開》，皇冠出版社，1984年5月
- 新聞文學類：張奕，新聞文學《破曉時分》，中央日報，1985年4月
- 新聞文學類：傅佩榮，雜文《成功人生》，時報出版公司，1985年3月
- 傳記文學類：于衡，傳記文學《烽火十五年》」，皇冠出版社，1984年2月
- 音樂類：鄭思森，器樂曲「《七夕雨》
- 特別獎：郭小莊，國劇，推展戲劇活動
- 特別貢獻獎：顏水龍，對繪畫藝術教育有特別貢獻
- 特別貢獻獎：王夢鷗，對文藝創作文學研究有特別貢獻
- 特別貢獻獎：楊三郎，對繪畫藝術教育有特別貢獻

#### 舊制第十二屆（1986年）
- 小說類：吳延玫（司馬中原），長篇小說《春遲》，九歌出版社，1985年10月
- 散文類：林清玄，散文《迷路的雲》，九歌出版社，1985年10月
- 詩歌類：杜淑貞，新詩《如果河水醒來》，秋水詩刊社，1986年6月
- 文藝理論類：張靜二，文藝批評《西遊記人物研究》，學生書局，1984年8月
- 新聞文學類：習賢德，雜文《風向集》，文展出版社，1986年6月
- 傳記文學類：王秀南，傳記文學《教學著述六十年》，由在台校友捐印，1985年3月
- 美術類：孫超，工藝 水彩結晶釉瓷
- 音樂類：賴德和，器樂曲《舞劇紅樓夢》
- 特別貢獻獎：曹秋圃，對書法教育研究有特別貢獻
- 特別貢獻獎：顧正秋，對國劇表演及教育有特別貢獻

#### 舊制第十三屆（1987年）
1987年6月30日到7月15日收件。1988年3月25日公布得獎名單，4月14日頒獎。
- 文藝理論類：鄭明娳，文藝理論《現代散文類型論》，大安出版社，1987年3月
- 詩歌類：王蓉芷（蓉子），新詩《蓉子詩選》九輯，大地出版社，1986年9月
- 散文類：逯耀東，散文《那年初一》，圓神出版社，1987年7月
- 小說類：趙淑敏，長篇小說《松花江的浪》，大地出版社，1985年9月
- 國畫類：江明賢，國畫
- 西畫類：吳炫三，西畫
- 音樂類：梁銘越，器樂曲《夢蝶曲列》
- 戲劇類：賴聲川，話劇劇本《暗戀桃花源》
- 演藝類：汪其楣，戲劇導演《人間孤兒》等五種
- 演藝類：朱苔麗，聲樂演唱《弄臣》等多種
- 特別貢獻獎：朱玖瑩，對書法教育研究有特別貢獻
- 特別貢獻獎：梁在平，對國樂教育研究有特別貢獻

#### 舊制第十四屆（1988年）
- 詩歌類：張振翱（張錯），新詩《漂泊者》，爾雅出版社，1986年5月
- 散文類：林文月，散文《交談》，九歌出版社，1988年2月
- 新聞文學類：祝基瀅，雜文《現代人的深思》，九歌出版社，1986年1月
- 兒童文學類：黃炳煌（黃海），兒童文學《大鼻國歷險記》，洪建全文化基金會，1988年5月
- 美術類：涂璨琳，國畫《山水花鳥》
- 美術類：林吉基，攝影《自然生態攝影》
- 特別獎：胡少安，國劇《搜孤救孤》等國劇演唱
- 特別貢獻獎：熊式一，對戲劇著述及翻譯有特別貢獻
- 特別貢獻獎：呂佛庭，對繪畫藝術教育有特別貢獻

#### 舊制第十五屆（1989年）
- 詩歌類：余光中，新詩《夢與地理》，洪範書店有限公司，1989年7月
- 散文類：高大鵬，散文《追尋》，聯合文學出版社，1989年2月
- 傳記文學類：楊艾俐，傳記文學《孫運璿傳》，天下雜誌，1989年4月
- 兒童文學類：賴西安（李潼），兒童文學《博士．布都與我》，民生報社，1989年5月
- 美術類：吳隆榮，西畫《白鴿呈祥圖》等
- 演藝類：葉綠娜、魏樂富，音樂《雙鋼琴演奏》（二人合得）
- 演藝類：魏敏（魏海敏），戲劇《楊金花》、《玉堂春》等
- 特別貢獻獎：陳奇祿，對文藝創作及發展有特別貢獻
- 特別貢獻獎：姚朋，對文藝創作及發展有特別貢獻
- 特別貢獻獎：林玉山，對繪畫創作及藝術教育有特別貢獻

#### 舊制第十六屆（1990年）
- 文藝理論類：鍾玲，文藝史及文藝批評《現代中國繆思──台灣女詩人作品析論》，聯經出版公司，1989年6月
- 詩歌類：莫洛夫，新詩體《月光房子》，九歌出版社，1989年3月
- 散文類：梁丹丰，散文《走過中國大地》，聯經出版公司，1989年6月
- 散文類：朱炎，散文《我和你在一起》，九歌出版社，1989年7月
- 傳記文學類：林太乙，傳記文學《林語堂傳》，聯經出版公司，1989年11月
- 演藝類：林昭亮，音樂《貝多芬降E大調第三號小提琴奏鳴曲作品12-3號》等
- 特別貢獻獎：林風眠，對繪畫藝術創作有特別貢獻
- 特別貢獻獎：夏承楹，對文藝工作及發展有特別貢獻
- 特別貢獻獎：劉鳳學，對舞蹈創作及教育有特別貢獻

#### 舊制第十七屆（1991年）
- 散文類：馮菊枝，散文《情深幾許》，文經出版有限公司，1991年5月
- 傳記文學類：曾虛白，傳記文學《曾虛白自傳》，聯經出版事業公司，1990年9月
- 音樂類：潘皇龍，器樂曲《禮運大同管弦樂協奏曲》等
- 演藝類：劉塞雲，音樂《詩意中國──劉塞雲獨唱會》，國家戲劇院，1991年5月
- 特別貢獻獎：林克恭（英语：Lin_Kegong），對繪畫藝術創作有特別貢獻
- 特別貢獻獎：傅狷夫，對書畫藝術創作有特別貢獻
- 特別貢獻獎：許常惠，對音樂教育及創作有特別貢獻

##### 翻譯獎第一屆
- 外國文學中譯：鄭清茂，文學評論《元明詩概說》，幼獅文化事業公司，1986年6月
- 外國文學中譯：劉塞雲，小說《嘉德橋市長》，大地出版社，1989年1月
- 翻譯成就獎：陳武雄

#### 舊制第十八屆 (1992年)
- 文藝理論類：莊祖煌，文藝理論《一首詩的誕生》，九歌出版社，1991年12月
- 詩歌類：陳膺文，新體詩《親密書》，書林出版有限公司，1992年5月
- 散文類：黃永武，散文《愛廬小品》，洪範書店有限公司，1992年7月
- 美術類：楊明迭，版畫《37痕跡》系列
- 美術類：杜忠誥，書法《趙甌北論詩絕句五首行草書屏》等
- 音樂類：盧炎，器樂曲《管弦幻想曲》
- 特別貢獻獎：申學庸，對音樂教育有特別貢獻
- 特別貢獻獎：聶光炎，對戲劇舞台設計有特別貢獻
- 特別貢獻獎：鍾肇政，對文學創作有特別貢獻

#### 舊制第十九屆（1993年）
- 文藝理論類：王德威，文藝批評《小說中國》，麥田出版社，1993年6月
- 散文類：張拓蕪，散文《我家有個渾小子》，九歌出版社，1992年7月
- 小說類：夏祖焯，長篇小說《夏獵》，九歌出版社，1992年5月
- 兒童文學類：馬景賢，兒童文學《小英雄與老郵差》，小魯出版社，1993年4月
- 美術類：王南雄，國畫《森林野趣》等
- 美術類：陳炳元，攝影《玉山圓柏的生命世界》
- 音樂類：郭芝苑，器樂曲《交響組曲：「天人師」─釋迦傳》
- 特別貢獻獎：蕭繼宗，對文學教育、文藝創作有特別貢獻

##### 翻譯獎第二屆
- 翻譯成就獎：林文月
- 翻譯成就獎：柯潤樸
- 翻譯成就獎：杜國清

#### 舊制第二十屆（1994年）
- 新詩類：向明
- 新詩類：鄭愁予
- 散文類：簡媜
- 散文類：林燿德
- 國畫類：黃才松 [10]
- 美術類書法組：薛平南(第二十屆證書，證書日期1995年7月13日頒發)
- 特別貢獻獎：張繼高
- 特別貢獻獎：林良
- 特別貢獻獎：申學庸

- 黃得時（查不到獎項類別）[11]

#### 舊制第二十一屆（1995年）
- 詩歌類：陳文華，古典詩《珍帚集》，里仁書局，1996年1月 [14]
- 新聞文學類：黃天才，新聞文學《中日外交的人與事－黃天才東京採訪實錄》，聯經出版公司， 1995年8月 [15]
- 傳記文學類：靳佩芬（羅蘭），傳記文學《歲月沈沙三部曲》, 聯經出版公司 [16]
- 美術類：董振平，雕塑《迴旋穿透》系列
- 演藝類：王正平，音樂《王正平琵琶獨奏會》

##### 翻譯獎第？屆
- 翻譯成就獎：黃得時[19]

#### 舊制第二十二屆（1996年）
無資料

### 新制
| 屆 | 年     | 文學         | 美術            | 音樂   | 舞蹈              | 戲劇        | 建築   | 電影   |
| -- | ------ | ------------ | --------------- | ------ | ----------------- | ----------- | ------ | ------ |
| 1  | 1997年 | 周夢蝶       | 鄭善禧          | 杜黑   | 劉鳳學            | 李國修      | -      | -      |
| 2  | 1998年 | 黃春明       | 廖修平          | 盧炎   | 劉紹爐            | 廖瓊枝      | -      | -      |
| 3  | 1999年 | 鍾肇政       | 張照堂          | 馬水龍 | 平珩              | 聶光炎      | -      | -      |
| 4  | 2000年 | 楊牧         | 夏陽            | 朱宗慶 | 羅曼菲            | 王海玲      | -      | -      |
| 5  | 2001年 | 葉石濤       | 王攀元          | 從缺   | 從缺              | 許王 賴聲川 | -      | -      |
| 6  | 2002年 | 陳千武       | 蕭勤            | 從缺   | 林懷民            | 黃海岱      | -      | -      |
| 7  | 2003年 | 白先勇       | 陳慧坤          | 潘皇龍 | 從缺              | 顧正秋      | -      | -      |
| 8  | 2004年 | 林亨泰       | 陳其寬          | 蕭泰然 | 李靜君            | 從缺        | -      | 杜篤之 |
| 9  | 2005年 | 鄭清文       | 從缺            | 錢南章 | 林麗珍            | 王安祈      | -      | 侯孝賢 |
| 10 | 2006年 | 李喬         | 柯錫杰          | 郭芝苑 | 林璟如            | 黃俊雄      | 漢寶德 | 廖慶松 |
| 11 | 2007年 | 李敏勇       | 林磐聳          | 楊秀卿 | 許芳宜            | 魏海敏      | 姚仁喜 | 王童   |
| 12 | 2008年 | 施叔青       | 劉國松          | 李泰祥 | 從缺              | 劉若瑀      | 李祖原 | 李屏賓 |
| 13 | 2009年 | 王文興       | 陳界仁          | 廖年賦 | 從缺              | 金士傑      | 王大閎 | 陳博文 |
| 14 | 2010年 | 七等生       | 張光賓          | 賴德和 | 從缺              | 吳興國      | 從缺   | 從缺   |
| 15 | 2011年 | 陳若曦       | 莊靈            | 曾道雄 | 從缺              | 李小平      | 從缺   | 張作驥 |
| 16 | 2012年 | 林良         | 李錫奇          | 賴碧霞 | 從缺              | 唐美雲      | 謝英俊 | 從缺   |
| 17 | 2013年 | 宋澤萊       | 從缺            | 陳茂萱 | 從缺              | 紀蔚然      | 從缺   | 李安   |
| 18 | 2014年 | 王鼎鈞       | 陳正雄          | 簡文彬 | 從缺              | 王孟超      | 陳邁   | 王小棣 |
| 19 | 2015年 | 李永平       | 吳瑪悧          | 莊進才 | 何曉玫            | 從缺        | 潘冀   | 從缺   |
| 20 | 2017年 | 李魁賢       | 撒古流·巴瓦瓦隆 | 金希文 | 姚淑芬            | 陳勝國      | 黃聲遠 | 林強   |
| 21 | 2019年 | 黃娟         | 莊普            | 陳中申 | 古名伸            | 王墨林      | 王秋華 | 柯金源 |
| 22 | 2021年 | 平路         | 黃明川          | 邱火榮 | 布拉瑞揚·帕格勒法 | 王榮裕      | 郭中端 | 張艾嘉 |
| 23 | 2023年 | 夏曼．藍波安 | 梅丁衍          | 從缺   | 從缺              | 陳鳳桂      | 從缺   | 劉嵩   |

## 外部連結
- 國家文藝獎 | 國家文化藝術基金會 （页面存档备份，存于）
- 財團法人國家文化藝術基金會（页面存档备份，存于）